# Tashkent City Women Professional Cycling Team
Tashkent City Women Professional Cycling Team er et professionelt cykelhold for kvinder, som blev etableret med start fra januar 2022. Holdet har kontinental licens fra Usbekistan, og er baseret i hovedstaden Tasjkent. Det er udelukkende støttet og sponsoreret af den usbekiske stat.
I 2024 sikrede holdet sig wildcards til alle løb på UCI Women's World Tour 2024. Det skete ved at holdet i 2023 sikrede sig nok UCI-point ved at deltage i og tage alle topplaceringerne ved de nationale elite- og U23-mesterskaber, samt at deltage i mindre løb i Asien.